# Funnyway
Funnyway est une nouvelle de science-fiction de l'écrivain Serge Brussolo parue en 1978.

## Présentation de la nouvelle
La publication de cette nouvelle, en 1978, dans l'anthologie Futurs au présent dirigée par Philippe Curval, a lancé la carrière de Serge Brussolo en France. On y perçoit d'emblée le style qui sera sa marque de fabrique et le gage de son succès. Une écriture qui part de la vision d'une image que l'auteur s'emploie ensuite à décrire dans le détail en filant interminablement et insupportablement la métaphore. Ici, il s'agit de l'image horrifiante et absurde de cyclistes tournant indéfiniment et sans raison sur une piste sans fin. La justification importe peu et d'ailleurs il n'y en a pas car le spectacle se suffit à lui-même. Ce procédé, proche de la façon de faire d'un Stefan Wul, s'en écarte toutefois par le caractère sombre de cet univers dont Serge Brussolo pose ainsi les bases dès sa première grande œuvre.

## Résumé
Un groupe de cyclistes chevauchant de vieilles machines rouillées, revêtus de masque à gaz, roulent sans fin sur une route dont il ne voient pas le bout. Ils sont condamnés à avancer car, s'ils s'avisent de ralentir voire de s'arrêter, un gaz se glisse à l'intérieur de leur combinaison et de leur masque en provoquant d'insupportables douleurs. Ils ont tout oublié de leur passé et ne savent pas ce qu'ils ont fait pour mériter ce sort. Peut-être sont-ils en Enfer. Ils n'en savent rien et en définitive peu importe. Comme ils disent entre eux afin de se souhaiter bonne route : Funnyway.

## Prix littéraire
- Cette nouvelle a reçu le Grand prix de la science-fiction française en 1979.

## Publications en France
- Futurs au présent, anthologie dirigée par Philippe Curval, éditions Denoël, collection Présence du Futur, 1978.
- Une histoire de la science-fiction - 5, 1950-2000 La science-fiction française, anthologie dirigée par Jacques Sadoul, collection Librio, juillet 2001.
- Mange-Monde, Parution chez Denoël, collection Présence du Futur, no 543, octobre 1993, 220 p. Recueil composé du roman mange-monde et de trois nouvelles : Funnyway, Subway.